# Мисюк Іванна Василівна
Іванна Василівна Мисюк (нар. 20 червня 1987, Пнів, Надвірнянський район, Івано-Франківська область) — акторка.

## Біографія
Народилася у с. Пнів, Надвірнянського району, Івано-Франківської області. У 1990—1993 роках відвідує Пнівський дошкільний навчальний заклад, по закінченню переходить у Пнівську загальноосвітню школу I—III ступенів, де у 2004 році отримує атестат про середню освіту. Паралельно з навчанням у школі, Іванна Мисюк відвідує Надвірнянську дитячу музичну школу.
Перше знайомство з театром відбулося в період 1999—2004 років, коли Іванна відвідувала драматичний гурток при Пнівському будинку культури. Молода акторка активно починає їздити на конкурси аматорських колективів та отримувати найвищі нагороди. З 2004 по 2009 роки вона навчається на акторському курсі в заслуженого артиста України Юрія Литвинова в Інституті мистецтв Прикарпатського Національного Університету імені Василя Стефаника. Під час навчання задіяна у виставах Івано-Франківського обласного драматичного театру. Працює методистом по драматичному жанрі в ОНМЦ (2007—2008). Ведуча різних фестивалів та масових свят, член журі XVII Міжнародного Гуцульського фестивалю. Працює в Коломийському обласному академічному театрі актрисою (2008—2009рр).
По закінченні університету Іванна Мисюк переїжджає до Львова і потрапляє на роботу у Львівський академічний драматичний театр імені Лесі Українки, в якому працює до червня 2019 року. Засновує із однодумцями Вільний театр «Око» 2016 року, де працює актрисою. У 2017 році стає співзасновницею та вчителькою дитячої акторської школи «EYE».

## Акторські роботи в театрі
Львівський академічний драматичний театр імені Лесі Українки
- 2010 — Медсестра Анжеліка, «Білий Ангел з Чорними крилами» (реж. Людмила Колосович);
- 2009 — Клея, «Black comedy або Темна історія» (реж. Сергій Кузик);
- 2009 — Марина, «Сорочинський ярмарок» (реж. Володимир Федоров);
- 2010 — Парася «Сорочинський ярмарок» (реж. Володимир Федоров);
- 2011 — Катерина, «Приборкання норовливої» (реж. Сергій Кузик);
- 2011 — Русалка Польова, Доля, «Лісова Пісня» (реж. Людмила Колосович);
- 2012 — Аннета, «Четвертий кут любовного трикутника» (реж. Людмила Колосович);
- 2012 — Темний Дух, «І все-таки я тебе зраджу» (реж. Людмила Колосович).

## Інші театральні проєкти
- 2009 — Одержима, сценічна містерія-фантазія «На Полі Крові» (реж. Орест Пастух);
- 2008 — Молодиця, «Гуцульський рік» (реж. Д. Чиборак);
- 2017 — Меріан, «Мон бебе або маленькі хитрощі» (реж. Галина Воловецька);
- 2016 — Кметя, «Хочу Снігу» (реж. Я. Жуков);
- 2017 — Розум, «Містер Хаос» (автор Г. Риба).

## Нагороди та визнання
- відзнака на Всеукраїнському професійному конкурсі читців творів Лесі Українки (м. Новоград-Волинський, 2007);
- I місце на Всеукраїнському конкурсі професійних читців імені Р. Черкашина (м. Харків 2008).